# 安万铨
安萬銓（？—？），字天寵，號葵軒，水西土司、明朝貴州宣慰使。
安萬銓是安貴榮之子，也是安萬鍾和安萬鎰之弟。安萬銓曾幫助明朝平定王阿向的叛亂。在安萬鍾被暗殺之後，水西發生內亂，安萬鎰與安萬鈞爭奪土司之位。安萬鎰死後，因其子阿寫年幼，在提督伍文定的提議下，明朝讓安萬銓「借襲」土司之位，加參政、賜蟒袍。嘉靖十五年（1536年），王阿向的餘黨王聰、王佑、王仲武在都勻叛亂，攻奪凱口屯。巡撫汪珊以兵三萬人討伐，三月不剋。於是汪珊命令水西兵合力圍剿。安萬銓率兵奮勇作戰，平定了叛亂。
阿寫年長後改名安仁，安萬銓退位，由安仁繼位。退位後，他在嘉靖二十五年（1546年）自費資金在大方城西修築石路，被當地人稱為千歲衢，此路至今猶存。
安仁去世後，其子安國亨年幼，安萬銓再度起復。嘉靖三十二年（1553年），播州苗盧阿項叛亂，總兵石邦憲領兵破之。盧阿項向播州土司楊烈求救。安萬銓率領水西兵協助明軍，平定了叛亂。嘉靖四十一年（1562年），安國亨年長，安萬銓歸政於他，不久後安萬銓去世。